# Занер, Кристоф
Кристоф Занер (нем. Christoph Sahner, род. 23 сентября 1963, Иллинген, Нойнкирхен) — немецкий легкоатлет, выступавший в метании молота. Участник летних Олимпийских игр 1984 и 1988 годов.

## Биография
Кристоф Занер родился 23 сентября 1963 года в западногерманском городе Иллинген.
По специальности — горный мастер.
Выступал в легкоатлетических соревнованиях за «Ваттеншайд». В 1985 и 1986 годах становился чемпионом ФРГ в метании молота. Кроме того, трижды был чемпионом страны в метании тяжести (1987, 1990, 1997). 27 мая 1985 года в Релингене установил национальный рекорд в метании молота (81,56 метра).
В 1981 году завоевал золотую медаль на юниорском чемпионате Европы в Утрехте, метнув молот на 68,92 метра.
Дважды участвовал в чемпионатах Европы: в 1982 году в Афинах занял 19-е место (69,24), в 1986 году в Риме — 4-е (80,58). Дважды выступал на чемпионатах мира: в 1983 году в Хельсинки показал 11-й результат (72,86), в 1987 году в Штутгарте — 8-й (77,12).
В 1984 году вошёл в состав сборной ФРГ на летних Олимпийских играх в Лос-Анджелесе. В квалификации метания молота показал 4-й результат - 73,88 и вышел в финал, где все три его попытки оказались неудачными.
В 1988 году вошёл в состав сборной ФРГ на летних Олимпийских играх в Сеуле. В квалификации метания молота занял 13-е место, показав результат 75,84, уступив 40 сантиметров худшему из попавших в финал Имре Ситашу из Венгрии.
По окончании выступлений стал тренером по метанию молота в Сааре. Работает в Саарландском министерстве внутренних дел, строительства и спорта и ведёт группу метателей молота в сборной Саара (Софи Гиммлер, Фабио Хесслинг, Ханна Зеттер, Катарина Цотт).

## Личный рекорд
Метание копья — 81,78 (11 сентября 1988, Вемметсвайлер)

## Семья
Братья Вилли Занер и Манфред Занер и племянник Андреас Занер выступали в метании молота на национальном уровне.